# Surplus agricolo
Il surplus agricolo è la situazione per cui si crea una eccedenza di produzione agricola, almeno rispetto alle necessità alimentari di chi la produce.

## Il surplus agricolo in Smith e in Marx
Il concetto di surplus agricolo vanta una considerevole importanza teorica da quando la storiografia comprese che mille anni dopo le origini dell'agricoltura 70-80 uomini potevano assolvere al lavoro di aratura e raccolto producendo il pane per cento persone, rendendo possibile alle venti liberate dal lavoro dei campi di esercitare arti e mestieri diversi: prima tra tutte quella del soldato. L'idea, implicita nell'opera di Adam Smith, fu sviluppata dagli economisti ottocenteschi con grandissimo dispiegamento di prove e rilievi.

## La politica agricola dei surplus
La Comunità europea  all'atto della fondazione, si era trovata di fronte ancora il problema delle carenze delle derrate agricole, ma quando in soli dieci anni, la situazione era profondamente cambiata, al fine di varare una politica che ne scongiurasse per sempre il ripetersi, i soci fondatori sospinsero l'agricoltura europea ad una produttività che, grazie all'applicazione della tecnologia moderna, avrebbe inevitabilmente prodotto, ad ogni annata favorevole, produzioni sovrabbondanti.
Furono introdotti sussidi e incentivi alla produzione agricola, per aumentarne la quantità e per rendere più stabili i prezzi, a beneficio degli agricoltori. In seguito si sono aggiunti gli obiettivi di garantire la sicurezza dei prodotti alimentari e il rispetto dell'ambiente rurale.
Una delle misure consiste nella fissazione di livelli minimi di prezzo per i prodotti agricoli, che generano enormi eccedenze. La procedura usuale dell'Unione Europea è pagare gli esportatori perché vendano tali prodotti all'estero.
La storia dell'agricoltura del Mercato comune, che diverrà Comunità europea poi Unione europea, assorbendo, prima, la Grecia, l'Inghilterra, la Spagna e il Portogallo, poi tutti i paesi dell'est del Continente, è la storia di tale immenso successo della politica varata a Stresa, coronata da quell'abbondanza che si è tradotta, tra gli anni settanta e ottanta, in surplus di difficilissimo smaltimento. Il Consiglio dei ministri europei ha dovuto combattere, negli anni, con difficoltà sempre più gigantesche, soprattutto contro un'opinione pubblica che ha dimostrato chiaramente di rifiutare di finanziare i surplus, e l'assedio concentrico di tutti gli esportatori mondiali, in primo luogo gli Stati Uniti, che pretendevano di esportare nel ricco mercato europeo.
Gli Stati Uniti produttori di immani surplus agricoli a ragione dell'immensità e della fertilità delle proprie pianure videro nelle eccedenze europee l'ostacolo insormontabile allo smaltimento dei propri surplus e diressero all'Unione, allora Comunità, un'ostilità che a seguito di una serie ininterrotta di negoziati avrebbe portato a rigettare le fondamenta della politica agricola originaria escludendo progressivamente l'Europa dai grandi mercati delle derrate. Gli Stati Uniti avrebbero continuato, invece, a produrre eccedenze in base al convincimento degli esperti vicini al Pentagono che vedevano nelle grandi scorte agricole l'arma per imporre la propria volontà,  in futuro, ai paesi del petrolio, che non dispongono di risorse di suoli tali da poter avviare uno sviluppo agricolo proporzionato alla crescita demografica.

## Le critiche alla politica agricola dell'Unione Europea
Secondo i critici verso la politica agricola europea gli ambienti industriali avrebbero favorito questa politica demolitrice dell'agricoltura del continente perché preferiscono le importazioni agrarie che sono ripagate da esportazioni industriali e tale tesi sarebbe stata ripresa dalla stampa. Gli ambienti dell'agricoltura biologica, i movimenti ambientalistici e le agenzie quali Slow Food, sono impegnati in una dura campagna contro l'agricoltura moderna denunciandola come insalubre e produttrice di masse di cibo contaminato ed eccessivo. Contro i convincimenti radicati nell'opinione pubblica dalla stampa si sono alzate poche voci contrarie. Nella realtà, l'anno 2000 le eccedenze interessavano 600 milioni di abitanti del Globo, mentre quasi sei miliardi vivevano sul margine insicuro tra le 2000 e le 2400 chilocalorie al giorno: il confine in cui si soddisfa la fame, ma resta l'appetito.
All'inizio del nuovo millennio il nuovo benessere asiatico, traducendosi, necessariamente, in domanda di nuovi alimenti, carni, latticini, birra, combinato ad una disponibilità di suoli, in Asia, già intensamente coltivati e insufficienti ad aumenti di produzione consistenti, ha determinato l'impennata dei prezzi alimentari che ha contribuito alla crisi economica globale. Se, nel corso del 2008, il crollo economico ha ridimensionato i prezzi delle derrate agricole, ai primi segni di ripresa generale, nel nuovo anno, i prezzi agricoli si sono prodotti in un nuovo decollo, dimostrando l'incapacità dell'agricoltura mondiale di soddisfare la nuova domanda asiatica, e diffondendo la fame in continenti interi, come l'Africa e l'America centromeridionale, confermando la verità della tesi di chi ha sostenuto che la crescita della produzione agricola che ha consentito, tra il 1950 e il 2000, il raddoppio della popolazione mondiale, è stato reso possibile dall'interazione di fattori predisposti, dalla chimica e dalla genetica, in cento anni di lento progresso, la cui efficacia si sta esaurendo per la generale sottrazione di suoli e acqua all'agricoltura, e per il raggiungimento, che i genetisti non prevedevano tanto rapido, dei limiti biologici delle specie fondamentali, frumento e riso, dalle quali la genetica non è in grado di ricavare produzioni ancora maggiori, la prova dell'illusione demagogica di chi ha additato nell'agricoltura moderna un'intrinseca produttrice di eccedenze inutili.

## La visione dell'amministrazione Carter
Nel corso dello scontro tra Stati Uniti ed Europa Bob Bergland, ministro di Jimmy Carter, proclamava che “i surplus sono scorte di cui qualcuno si vuole sbarazzare, le scorte sono surplus che tutti vorrebbero possedere”: proseguendo l'incremento dei consumi asiatici, potrebbero essere i primi in un paese, quale l'Italia, che ha rinunciato, in ossequio al loro messaggio, ad ogni politica delle risorse agrarie, a rimpiangere i surplus, che scopriranno costituire scorte indispensabili per l'alimentazione di un paese dove settanta milioni di persone pretendono di mangiare almeno due volte al giorno.